# Królewska zagadka
Królewska zagadka (niem. Die kluge Bauerntochter) – niemiecki film familijny z 2009 roku, należący do cyklu filmów telewizyjnych Najpiękniejsze baśnie braci Grimm. Film jest adaptacją baśni braci Grimm pt. Mądra wieśniaczka. Zdjęcia kręcono w ogrodzie barokowym Großsedlitz (Saksonia) oraz na zamku w Waldenburgu (Badenia-Wirtembergia).

## Fabuła
Jeden z biednych rolników dostaje od króla ziemię pod uprawę. Niestety szybko popada w niełaskę i zostaje schwytany i wtrącony do więzienia. Król zgadza się dać chłopowi drugą szansę, pod warunkiem, że jego nad wyraz inteligentna córka rozwiąże przygotowaną przez króla zagadkę. Jeśli sobie z nią poradzi nie tylko uwolni ojca z więzienia, ale także poślubi króla. 

## Obsada
- Anna Maria Mühe: córka rolnika
- Maxim Mehmet: król
- Sunnyi Melles: matka króla
- Rolf Kanies: radca von Müller
- Katharina Heyer: kuzynka
- Daniel Zillmann: kuzyn
- Falk Rockstroh: rolnik
- Sabine Krause: służąca
- Marie Gruber: wieśniaczka
- Guido Hammesfahr: fryzjer
- Nikola Kastner: księżniczka Eulalia
- Jörg Rühl: wieśniak
- Georg Veitl: furman
- Susanne Häusler[1]